# Чикбаллапур (округ)
Чикбаллапур (канн. ಚಿಕ್ಕಬಳ್ಳಾಪುರ; англ. Chikkaballapur) — округ в индийском штате Карнатака. Образован 23 августа 2007 года из части территории округа Колар. Административный центр — город Чикбаллапур. Площадь округа — 4254 км². По данным всеиндийской переписи 2001 года население округа составляло 1 149 007 человек.